# محوطه چه باغ
محوطه چه باغ در شهرستان بوشهر، سه راه امام زاده، پایگاه دوم دریایی واقع شده و این اثر در تاریخ ۷ مهر ۱۳۸۱ با شمارهٔ ثبت ۶۵۱۳ به‌عنوان یکی از آثار ملی ایران به ثبت رسیده است.